# 汗腺
汗腺（Sudoriferous Glands）为哺乳动物皮肤的真皮层、皮下组织中分泌汗液的腺，呈弯曲管状。
大汗腺的腺体较大，随毛囊分布，常开口于毛根附近。小汗腺较小，直接开口于皮肤表面，分泌稀薄的汗液。在高温环境中，汗腺分泌加强。大量汗液的分泌、蒸发，散发大量的热，有降低体温作用。

## 大汗腺
哺乳动物大汗腺的是简单的管状腺体。腺体的分泌部分膨大，直径可达3～5毫米。腺泡由单层柱状上皮组成，其中有暗细胞，内含分泌颗粒。腺泡的外周有肌上皮细胞围绕。一般认为肌上皮细胞能收缩，有助于汗液的排出。腺体的导管部分为细长的管道，从真皮深部蜿蜒伸向表皮。管道上皮由2～3层低柱状细胞组成有些动物大汗腺的导管开口于毛根附近或毛囊内，如人类。
多数动物的大汗腺随毛囊分散分布，有些动物的大汗腺变大成群集中在身体特定区域。如鼬，除全身皮肤外，在肛囊还有大汗腺集中存在。人类的大汗腺分布于腋窝、乳晕、阴部、肛门附近。成群分布的大汗腺，一般只分泌少量浓稠的，呈白色、灰白、淡黄、红色的液体，如河马的“血汗”为红色汗液。鼬、香猫的大汗腺分泌特殊气味。人类大汗腺的新鲜分泌物含有蛋白质与脂肪酸，无气味，排至皮肤表面后，细菌分解，生成一些不饱和脂肪酸产生怪味，即狐臭。这种特殊气味在哺乳动物的群居生活、性行动中有一定意义；有些动物在求偶季节大汗腺活动加强。牛、马在高温环境、激烈运动后，大汗腺分泌量大增，帮助散热。
大汗腺接受交感神经肾上腺素能纤维的支配。情绪激动可使腺体分泌、排出汗液。肾上腺素、去甲肾上腺素也可刺激大汗腺的分泌。性激素对大汗腺的成熟、活化有重要影响。人类的大汗腺到青春期才开始分泌，而且男人的大汗腺一般均较女人的为大。说明雄性激素促进大汗腺发育、分泌。女性的大汗腺还随月经周期发生周期性变化。在月经前，大汗腺的皮细胞和腺腔增大，在月经期则发生相反的变化。

## 小汗腺
结构也是简单的弯曲管状腺体，但分泌部分较小，直径只有0.3～0.4毫米。腺泡的上皮细胞中有明、暗细胞。腺泡的外面也有肌上皮细胞围绕。小汗腺的导管直接开口于皮肤表面，与毛囊无关。
小汗腺分泌稀薄的汗液，是人汗的主要来源。汗液的水占99％以上，固体成分不足1％，大部分为氯化钠，少量的氯化钾、尿素等，几乎不含蛋白质与脂肪酸。因此，小汗腺分泌物基本不产生体味。与血浆比，汗液是一种低渗液体。环境温度达30℃时，小汗腺开始分泌。汗液中水分在身体表面蒸发，散失大量的热；是人体唯一的散热方式。手掌、足跖常受磨擦，汗腺分泌能保持皮肤湿润、防止角化层变硬，保持触觉的敏感性。汗腺能排泄出部分代谢产物，如尿素。
小汗腺分泌适应环境变化。当人汗中氯化钠的摄入量低、发汗速度慢、对高温环境已适应时，汗液中氯化钠的含量降低，减少体内钠的丢失。寒冷条件下，汗液不分泌，非常炎热下，分泌达1.5升/小时。
小汗腺分泌受神经调节。分布到小汗腺的交感神经一般是胆碱能纤维（Cholinergic Fibers），只有面部和手、足的部分汗腺受肾上腺素能纤维的支配。体温升高引起汗腺分泌，调节中枢在下丘脑。中枢的血液温度升高、皮肤温觉感受器的传入冲动增加能使下丘脑发汗中枢兴奋，引起全身特别是躯干的汗腺分泌，加强散热。精神活动引起的汗液分泌，局限于手掌和足跖；中枢可能位于大脑皮层。
体液对小汗腺活化也有一定影响。如乙酰胆碱促进汗液分泌，肾上腺素加强乙酰胆碱对汗腺的刺激作用。醛固酮促进汗腺导管对钠的重吸收，使汗液在导管内流动过程中由等渗变为低渗。